# Kızılay (Ankara)

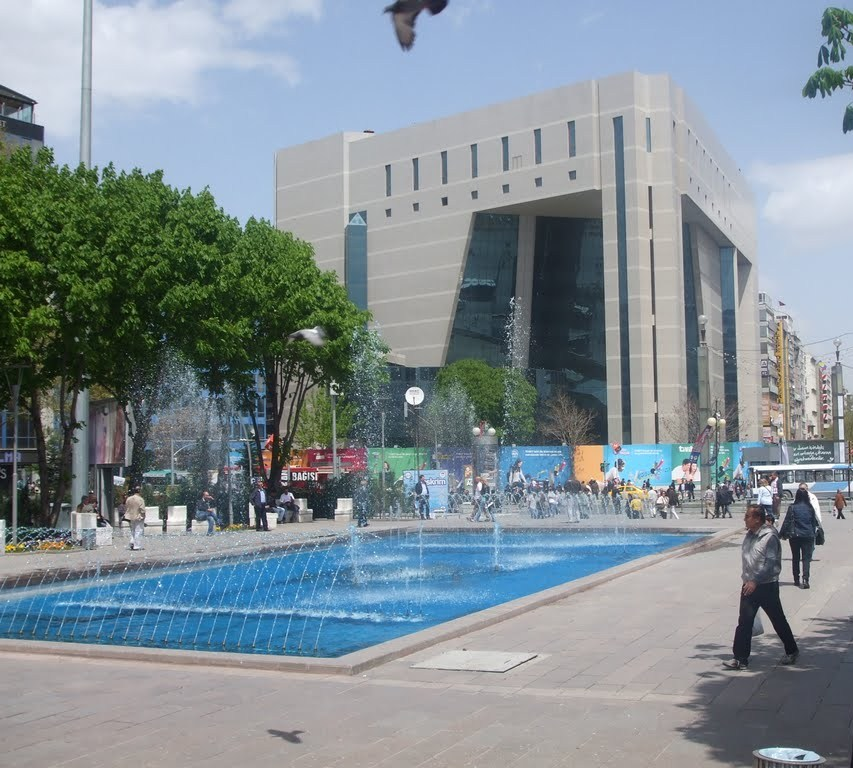
Güvenpark o Parc Güven a Kızılay. L'edifici de darrere és el shopping mall construït en lloc de la casa que albergava a Kızılay, la Medialuna Roja turca

Kızılay és un barri situat en el districte Çankaya de la capital turca, Ankara. Establert al voltant de la plaça epònima en el nou centre-vila Yenişehir («ciutat nova» en turc), Kızılay és un barri molt concurregut a totes hores, ja que és un nucli administratiu, amb ministeris i departaments oficials, comerços, institucions culturals, restaurants i altres espais de vida social. El seu nom prové de l'antiga casa central de Kızılay, Mitja Lluna Roja turca, que es trobava a un costat de la Plaça de Kızılay, des dels primers dies de la república fins al 1979 (avui en el seu lloc es troba un centre comercial). Sota la Plaça de Kızılay es troba l'estació integral del Metro d'Ankara i de l'Ankaray, una línia de metro lleguer.